# Susan Flannery
Susan Flannery (Jersey City (New Jersey), 31 juli 1939) is een Amerikaanse actrice.
Ze is bekend vanwege haar rol van Dr. Laura Spencer Horton in Days of our Lives die ze van 1966 tot 1975 speelde. In 1974 speelde ze een rol in de film The Towering Inferno. In 1981 verscheen ze voor elf afleveringen in televisiehit Dallas waar ze de rol van Leslie Stewart speelde. Ondanks het beperkte aantal afleveringen had ze een grote rol en verscheen haar naam na afloop van de begintune als een van de hoofdpersonages.
Van 1987 tot 2012 speelde ze de rol van Stephanie Douglas Forrester in de soapserie The Bold and the Beautiful. Flannery was de tweede keuze voor de rol, eerder wees Susan Seaforth Hayes de rol af. Flannery acteert niet alleen maar regisseert ook, ze neemt vaak de regie op zich bij afleveringen van The Bold. Na 25 jaar nam ze in augustus 2012 de beslissing om de serie te verlaten.

## Prijzen

### Emmy Award
- (2003) Uitmuntende actrice in een dramaserie voor The Bold and the Beautiful
- (2002) Uitmuntende actrice in een dramaserie voor The Bold and the Beautiful
- (2000) Uitmuntende actrice in een dramaserie voor The Bold and the Beautiful
- (1975) Uitmuntende actrice in een dramaserie voor Days of our Lives

### Golden Globe
- (1975) Meest veelbelovende vrouwelijke nieuwkomer voor The Towering Inferno

## Filmografie
- The Bold and the Beautiful Televisieserie - Stephanie Forrester (1987-2012)
- Hope & Faith Televisieserie - Laura Levisetti (Afl., Daytime Emmys: Part 1 & 2, 2004)
- Money on the Side (Televisiefilm, 1982) - Karen Gordon
- Dallas Televisieserie - Leslie Stewart (11 afl., 1981)
- Anatomy of a Seduction (Televisiefilm, 1979) - Maggie Kane
- Women in White (Televisiefilm, 1979) - Dr. Rebecca Dalton
- Disneyland Televisieserie - Airline Stewardess (Afl., The Gnome-Mobile: Part 1 & 2, 1978, niet op aftiteling)
- Arthur Hailey's the Moneychangers (Mini-serie, 1976) - Margot Bracken
- The Gumball Rally (1976) - Alice - Porsche Team
- Thriller Televisieserie - Anna Cartell (Afl., Nightmare for a Nightmare, 1976)
- Days of Our Lives Televisieserie - Dr. Laura Spencer Horton #2 (Afl. onbekend, 1966-1975)
- The Towering Inferno (1974) - Lorrie
- Love Thy Neighbor Televisieserie - Trish (Afl., The Minstrel Show, 1973)
- Mannix Televisieserie - Martha (Afl., Search for a Whisper, 1973)
- The Gnome-Mobile (1967) - Airline Stewardess (Niet op aftiteling)
- The Green Hornet Televisieserie - Janet Prescott (Afl., Trouble for Prince Charming, 1967)
- Felony Squad Televisieserie - Stewardess (Afl., The Immaculate Killer, 1966)
- The Time Tunnel Televisieserie - Louise Neal (Afl., The Day the Sky Fell In, 1966)
- Ben Casey Televisieserie - Elinor Cabot (Afl., A Nightingale Named Nathan, 1965)
- Voyage to the Bottom of the Sea Televisieserie - Katie (Afl., Time Bomb, 1965)
- Ben Casey Televisieserie - Rol onbekend (Afl., A Boy Is Standing Outside the Door, 1965)
- Voyage to the Bottom of the Sea Televisieserie - Edith Nelson (Afl., The Traitor, 1965)
- Death Valley Days Televisieserie - Jenny Hardy (Afl., Birthright, 1965)
- Slattery's People Televisieserie - Nancy Rossman (Afl., Question: What Are You Doing Out There, Waldo?, 1964)
- Guns of Diablo (Televisiefilm, 1964) - Molly
- Voyage to the Bottom of the Sea Televisieserie - Stenografiste (Afl., Hail to the Chief, 1964, niet op aftiteling)
- Burke's Law Televisieserie - Lily's secretaresse (Afl., Who Killed Harris Crown?, 1963)

- Gemeinsame Normdatei: 1133225101
- International Standard Name Identifier: 0000 0003 9593 7172
- Nederlandse Thesaurus van Auteursnamen: 306208431
- Virtual International Authority File: 290729342